# Balša Koprivica
Balša Koprivica (en serbe : Балша Копривица), né le 1er mai 2000 à Belgrade en Serbie, est un joueur serbe de basket-ball évoluant au poste de pivot.

## Biographie

### Carrière universitaire
Il effectue deux années universitaires sous les couleurs des Seminoles de Florida State.
Le 13 avril 2021, il se présente à la draft NBA 2021.

### Carrière professionnelle
Lors de la draft NBA 2021, il est sélectionné au second tour en 57e position par les Hornets de Charlotte, ses droits sont ensuite envoyés vers les Pistons de Detroit.
En août 2021, il est annoncé qu'il signe au KK Partizan Belgrade pour trois saisons.

## Famille
Il est le fils de Slaviša Koprivica (en), lui aussi joueur de basket-ball et vainqueur de la Ligue des champions d'Europe avec le Partizan Belgrade (qui compte alors des joueurs tels Predrag Danilović, Aleksandar Đorđević et Željko Rebrača).

## Palmarès
- Vainqueur de la Ligue adriatique 2025
- Champion de Serbie 2025

## Statistiques

### Universitaires
Les statistiques de Balša Koprivica en matchs universitaires sont les suivantes :
| Saison    | Équipe        | Matchs | Titul. | Min./m | % Tir | % 3pts | % LF | Rbds/m. | Pass/m. | Int/m. | Ctr/m. | Pts/m. |
| --------- | ------------- | ------ | ------ | ------ | ----- | ------ | ---- | ------- | ------- | ------ | ------ | ------ |
| 2019-2020 | Florida State | 27     | 0      | 10,3   | 69,9  | –      | 65,8 | 2,40    | 0,30    | 0,30   | 0,30   | 4,70   |
| 2020-2021 | Florida State | 24     | 20     | 19,5   | 59,9  | 100,0  | 68,9 | 5,60    | 0,80    | 0,30   | 1,40   | 9,10   |
| Carrière  | Carrière      | 51     | 20     | 14,6   | 63,2  | 100,0  | 67,7 | 3,90    | 0,50    | 0,30   | 0,80   | 6,80   |